# Доктор Мінерва
Доктор Мінерва (англ. Doctor Minerva) — вигаданий персонаж з коміксів американського видавництва Marvel. Створена автором Скоттом Едельманом і намальована художником Елом Мілгромом. Персонаж дебютував у коміксі Captain Marvel № 50 (травень 1977), будучи представленою як генетик Кріі. Вона була ворогом агента-втікача крі Капітана Мар-Велла, а пізніше стала співпрацювати з Капітаном Атласом.
Джемма Чан зобразить персонажа у фільмі кіновсесвіту Marvel «Капітан Марвел», прем'єра якого відбудеться у 2019 році.

## Історія публікацій
Доктор Мінерва вперше з'явився в капітані Marvel # 50 (травень 1977), створеному письменником Скоттом Едельманом і художником Аль Мілгром.

## Біографія вигаданого персонажа
Мін-Ерва народилася в Едуліксі, на планеті Кріі-Лар. Вона стала генетиком і агентом імперії Кріі. Вона була розміщена на крейсері "Крим", Ananim. Вона оберталася навколо Землі в зоряному кораблі. Потім вона викрала Ріка Джонса і виманила Мар-Велла на борт судна. Вона показала Мар-Веллу свою теорію про те, що двоє з них створить чудове потомство, здатне розвивати еволюційний потенціал виду Кріі. Керівник наукової ради Фай-Дор наказав їй відмовитися від своєї місії. Вона була врятована від аварійного крейсера науки Мар-Веллом. Пізніше вона зустрілася з вченим Кріі Мак-Ронном і Ронаном Обвинувачувачем на фермі в окрузі Салліван, штат Техас. 

## Сили та здібності
Мін-Ерва є членом інопланетної раси Крі, її мутагенно змінили, що надало їй надлюдську силу і довговічність і силу польоту через свідоме маніпулювання гравітонами. Машина здатна використовувати "енергію енергії" для різних цілей, і вона була налаштована на тиражування повноважень Керол Данверс. Вона також володіє підвищеними інтуїтивними здібностями, які дозволяють їй правильно здогадуватися значно вище, ніж випадково. Мін-Ерва також є обдарованим генетиком і випускником Академії наук Кріі, Вартанос, Кри-Лар. Вона також володіє здатністю експериментувати з різними кораблями Кріі, а також здатністю керувати високими технологіями Кріі.

## Поза коміксами

### Телебачення
- Доктор Мінерва з'являється в анімаційному серіалі «Вартові галактики» в епізоді «Gotta Get Outta This Place», озвучена Меріон Росс[en][1]. В цій версії, вона постає старішою крі, яка є в'язничним терапевтом і доглядальницею пам'ятника правосуддя Крі.

### Фільми
- Джемма Чан зобразила Мін-Ерву у фільмі «Капітан Марвел», прем'єра якого відбулася у 2019 році[2].

### Відеоігри
- Доктор Мінерва є грабельним персонажем в аркадній грі Avengers in Galactic Storm[en] (1995).